# John Carmichael (-1600)
 (juin 2017).
Pour les articles homonymes, voir John Carmichael et Carmichael.
John Carmichael (mort le 16 juin 1600) était un noble écossais.
Il est nommé Gardien des Marches et de Liddesdale. À ce titre, il bat une petite force anglaise lors du raid de Redeswire le 7 juillet 1575.
Il est assassiné à Langholm par des membres du clan Armstrong le 16 juin 1600 alors qu'il part assister à une séance de tribunal.
Après sa mort, Jacques VI aurait confié à un diplomate anglais à Édimbourg que Carmichael avait été un « bien meilleur Anglais qu'un Écossais », signifiant qu'il avait été partial envers les Anglais lors des conflits ou incidents le long de la frontière.